# Славољуб Николић
Славољуб Николић (Ниш, 31. јануар 1960) бивши је југословенски и српски фудбалер. 

## Каријера

### Клуб
Поникао је и фудбалски се афирмисао у дресу нишког Радничког, за који је играо од 1978. до 1987. Одиграо 151 првенствени сусрет у Првој лиги СФР Југославије и постигао је 31 погодак. Био је стандардни првотимац у годинама када је Раднички играо успешно у Купу УЕФА, у сезони 1981/82. су стигли до полуфинала.
Посебно се истакао у друголигашкој сезони 1985/86, када је са 21 голом на 34 сусрета у Другој лиги Исток био међу најзаслужнијима за експресан повратак Радничког међу прволигашима.
Као интернационалац наступао је у Француској. Играо је за Кан (1987-88), Нанси (1988-89), Генгам Авант (1990-92) и Лион-Душер (1992-94).

### Репрезентација
За А репрезентацију Југославије наступио је на два сусрета; 17. новембра 1982. против Бугарске (1:0) у Софији и 15. децембра 1982. против Велса (4:4) у Подгорици. Није постигао ниједан погодак у дресу репрезентације.